# دینا د سانتیس
دینا دِ سانتیس (ایتالیایی: Dina De Santis؛ زادهٔ ۲۱ دسامبر ۱۹۴۳) بازیگر اهل ایتالیا است.
از فیلم‌هایی که وی در آن نقش داشته‌است، می‌توان به هشت‌ونیم و جولیتای ارواح اشاره کرد.